# The Walflower Complextion
The Walflower Complextion, banda de los años 1960 fundada en Bogotá, por cinco jóvenes músicos estadounidenses. El rango de edad estaba entre los 14 y 17 años. 

## Historia
A pesar de su juventud y su primitivo equipo firmaron para la disquera: Daro Internacional, después de que el presidente de la discográfica escuchára hablar sobre ellos en una fiesta de cóctel. The Walflower Complextion grabó dos discos para Daro en su corta vida, el primero que aparece a finales de 1966: "The Walflower Complextion ", y el otro unos meses más tarde a principios de 1967: "When I'm Far From You". Como casi todos los discos de la época realizaron bastantes covers, especialmente de la invasión británica aunque lograron grabar algunos temas originales. Por sugerencia de la discográfica, hicieron un par de versiones de rock de las canciones populares de la cumbia Colombiana: El caiman y Santa Marta, que eran las favoritas del jefe de la disquera: Simon Daro, cantadas en español!. Eran fanáticos de Los Rolling Stones (incluyéron en su primer LP 4 temas de ellos). Los álbumes fueron distribuidos sólo en Colombia, y el grupo se disolvió en junio de 1967. Los dos LP se reeditaron en un doble CD de Normal por Shadoks.
También tocaron y cantaron: La Bamba en español!

## Discografía
- The Walflower Complextion, Daro Internacional (1966)
- When I'm Far From You, Daro Internacional (1967)

## Integrantes
- Fred Sampson (Guitarra, voz)
- Richard Sampson (Batería)
- Chris Cryzs (Guitarra, voz)
- Pat Sinex (Bajo, voz)
- Mark Lusk (voz)